# Заровенка
Заро́венка (колишня назва — Заровня) — село в Україні, у Ємільчинській селищній територіальній громаді Звягельського району Житомирської області. Населення становить 140 осіб.

## Історія
У 1906 році — село Сербівської волості Новоград-Волинського повіту Волинської губернії. Відстань від повітового міста 35 верст, від волості 10. Дворів 28, мешканців 129.
До 29 березня 2017 року село входило до складу Медведівської сільської ради Ємільчинського району Житомирської області.